# Vasile Boioannes
Vasile Boioannes (în limba greacă: Βασίλειος Βοϊωάννης, în limba italiană: Bugiano) a fost catepan bizantin de Italia din anul 1017 până în 1027) și unul dintre cei mai mari generali bizantini ai vremii sale. Victoriile sale pe câmpul de luptă au permis Imperiului Bizantin să își revină pentru o perioadă și să reocupe poziția de forță dominantă în sudul Italiei.

## Viața
Îndată după numirea sa în funcția de catepan de către împăratul Vasile al II-lea al Bizanțului în decembrie 1017, Vasile Boioannes a adresat solicitarea de a primi întăriri împotriva insurgenților longobarzi conduși de Melus din Bari și a susținătorilor normanzi ai acestuia. Cererea a fost îndeplinită, prin trimiterea de la Constantinopol a unui detașament de elită din garda varegilor. Confruntarea dintre cele două armate a avut loc pe râul Ofanto, în apropiere de Cannae, locul celebrei bătălii din Antichitate dintre Hannibal și romani din anul 216 î.Hr.. Cu această ocazie, Boioannes a obținut o victorie categorică asupra adversarilor.
Boioannes a căutat imediat să își prezerve victoria prin construirea unei mari fortărețe în Munții Apenini, chiar la intrarea în câmpia Apuliei. Orașul Troia din regiunea Foggia a fost de asemenea fortificat, prin introducerea acolo a unei gărzi de mercenari normanzi fideli lui în anul 1019. În curând, întregul sud al Italiei s-a supus autorității bizantine, cu excepția ducatului de Benevento, care a rămas fidel papalității.
Înspăimântat de întărirea puterii bizantine în sudul Italiei, papa Benedict al VIII-lea s-a deplasat în 1020 în Germania, la Bamberg pentru a solicita intervenția împăratului Henric al II-lea. Împăratul occidental nu a reacționat imediat, însă evenimentele din anul următor l-au convins să intervină. Boioannes și noul său aliat, principele Pandulf al IV-lea de Capua au pornit în marș împotriva cumnatului lui Melus (care între timp încetase din viață, la Bamberg), Dattus și au capturat turnul acestuia din Garigliano. Pe 15 iunie 1020, Dattus a fost legat într-un sac (alături de o maimuță.un cocoș și un șarpe) și aruncat în mare. Ca răspuns, anul următor o imensă armată trimisă de Henric al II-lea a pornit către sudul Italiei și a atacat noua fortăreață de la Troia. Aceasta a rezistat tuturor atacurilor, drept pentru care Boioannes i-a conferit toate privilegiile comunale pentrui loialitate.
În anul 1025, Boioannes pregătea conducerea unei expediții asupra Siciliei (stăpânită de sarazini), când a primit vestea că împăratul Vasile al II-lea a încetat din viață. Constantin al VIII-lea, coîmpărat și succesor al lui Vasile al II-lea, a ordonat anularea expediției. În noul context, Vasile Boioannes s-a îndreptat spre nord pentru a-i acorda sprijin lui Pandulf în tentative de recucerire a Capuei, pe care Henric al II-lea o capturase cu trei ani înainte. Boioannes i-a oferit noului principe de Capua, Pandulf de Teano, liberă trecere către Napoli și i-a acceptat actul de predare în mai 1026. Aceasta a fost ultima campanie majoră a lui Boioannes. În 1027, el a fost rechemat la Constantinopol.